# Campeonato Nacional 1982 (Argentina)
El llamado Torneo Nacional 1982, oficialmente Campeonato Nacional 1982, de la Primera División argentina de fútbol fue  el sexagésimo noveno de la era profesional. Se jugó luego del Nacional anterior, por lo que se invirtió el orden establecido hasta ese momento durante las temporadas anteriores, disputándose en la primera parte del año, entre el 12 de febrero y el 27 de junio. El certamen, que no se detuvo por la Guerra de Malvinas, transcurrida entre el 2 de abril y el 14 de junio, finalizó mientras Argentina disputaba la fase de grupos de la Copa Mundial de la FIFA España 1982.
Si bien la estructura del torneo no se modificó con respecto al año anterior, clasificaron 18 equipos del torneo regular, 6 de las plazas fijas y 8 provenientes del Torneo Regional, que hicieron 32 participantes, divididos en 4 zonas de 8 equipos cada una, para la primera fase.
Fue campeón invicto el Club Ferro Carril Oeste, dirigido por Carlos Griguol, que venció en la final al Quilmes Atlético Club. Obtuvo así el derecho a participar de la Copa Libertadores 1983.

## Equipos participantes

### Del torneo regular
Los 18 equipos que participarían del siguiente Torneo Metropolitano 1982.
| Equipo             | Ciudad       | Estadio                       |
| ------------------ | ------------ | ----------------------------- |
| Argentinos Juniors | Buenos Aires | Argentinos Juniors            |
| Boca Juniors       | Buenos Aires | La Bombonera                  |
| Estudiantes        | La Plata     | Jorge Luis Hirschi            |
| Ferro Carril Oeste | Buenos Aires | Arquitecto Ricardo Etcheverri |
| Huracán            | Buenos Aires | Tomás Adolfo Ducó             |
| Independiente      | Avellaneda   | La Doble Visera               |
| Instituto          | Córdoba      | Olímpico de Córdoba           |
| Newell's Old Boys  | Rosario      | Coloso del Parque             |
| Nueva Chicago      | Buenos Aires | Nueva Chicago                 |
| Platense           | Florida      | Ciudad de Vicente López       |
| Quilmes            | Quilmes      | Quilmes                       |
| Racing Club        | Avellaneda   | Estadio Presidente Perón      |
| River Plate        | Buenos Aires | Monumental                    |
| Rosario Central    | Rosario      | Gigante de Arroyito           |
| Sarmiento          | Junín        | Eva Perón                     |
| Talleres           | Córdoba      | Olímpico de Córdoba           |
| Unión              | Santa Fe     | La Avenida                    |
| Vélez Sarsfield    | Buenos Aires | José Amalfitani               |

### De las plazas fijas
Los 6 equipos del interior asignados a las ligas respectivas.
| Equipo             | Ciudad                | Estadio                      |
| ------------------ | --------------------- | ---------------------------- |
| Central Norte      | Salta                 | Gigante del Norte            |
| Gimnasia y Esgrima | San Salvador de Jujuy | 23 de agosto                 |
| Gimnasia y Esgrima | Mendoza               | Malvinas Argentinas          |
| San Lorenzo        | Mar del Plata         | Mundialista de Mar del Plata |
| San Martín         | San Miguel de Tucumán | La Ciudadela                 |
| Unión San Vicente  | Córdoba               | Olímpico de Córdoba          |

### Del Torneo Regional
Los 8 equipos clasificados para el torneo
| Equipo                  | Ciudad              | Estadio                     |
| ----------------------- | ------------------- | --------------------------- |
| Atlético Concepción     | Banda del Río Salí  | Monumental José Fierro      |
| Deportivo Roca          | General Roca        | Luis Maiolino               |
| Estudiantes             | Santiago del Estero | Central Córdoba (SdE)       |
| Guaraní Antonio Franco  | Posadas             | C. A. Fernández de Oliveira |
| Independiente Rivadavia | Mendoza             | Malvinas Argentinas         |
| Mariano Moreno          | Junín               | Eva Perón                   |
| Racing                  | Córdoba             | Miguel Sancho               |
| Renato Cesarini         | Rosario             | Gigante de Arroyito         |

## Sistema de disputa
Primera fase: cuatro zonas con un partido interzonal (A con C, B con D), en dos ruedas todos contra todos, por acumulación de puntos.
Segunda fase: los dos primeros de cada zona en una ronda por eliminación directa, en partidos de ida y vuelta.

## Fase de grupos
Los dos primeros de cada grupo avanzaron a la fase eliminatoria.

### Zona A
| Pos. | Equipo                  | Pts. | PJ | PG | PE | PP | GF | GC | Dif. |
| ---- | ----------------------- | ---- | -- | -- | -- | -- | -- | -- | ---- |
| 1.º  | Quilmes                 | 20   | 16 | 8  | 4  | 4  | 32 | 27 | 5    |
| 2.º  | Independiente Rivadavia | 20   | 16 | 8  | 4  | 4  | 28 | 30 | −2   |
| 3.º  | Newell's Old Boys       | 18   | 16 | 5  | 8  | 3  | 29 | 17 | 12   |
| 4.º  | Instituto               | 18   | 16 | 7  | 4  | 5  | 28 | 22 | 6    |
| 5.º  | Sarmiento (J)           | 15   | 16 | 4  | 7  | 5  | 27 | 27 | 0    |
| 6.º  | River Plate             | 14   | 16 | 4  | 6  | 6  | 20 | 27 | −7   |
| 7.º  | Gimnasia y Esgrima (J)  | 12   | 16 | 3  | 6  | 7  | 22 | 26 | −4   |
| 8.º  | Nueva Chicago           | 11   | 16 | 2  | 7  | 7  | 18 | 28 | −10  |

|  | Clasificó a la fase final. |

### Zona B
| Pos. | Equipo              | Pts. | PJ | PG | PE | PP | GF | GC | Dif. |
| ---- | ------------------- | ---- | -- | -- | -- | -- | -- | -- | ---- |
| 1.º  | Ferro Carril Oeste  | 29   | 16 | 13 | 3  | 0  | 39 | 9  | 30   |
| 2.º  | Unión               | 23   | 16 | 8  | 7  | 1  | 29 | 9  | 20   |
| 3.º  | Independiente       | 23   | 16 | 9  | 5  | 2  | 27 | 19 | 8    |
| 4.º  | Argentinos Juniors  | 17   | 16 | 5  | 7  | 4  | 20 | 22 | −2   |
| 5.º  | Atlético Concepción | 11   | 16 | 4  | 3  | 9  | 19 | 26 | −7   |
| 6.º  | San Lorenzo (MdP)   | 10   | 16 | 3  | 4  | 9  | 24 | 33 | −9   |
| 7.º  | Unión San Vicente   | 9    | 16 | 1  | 7  | 8  | 19 | 32 | −13  |
| 8.º  | Estudiantes (SdE)   | 4    | 16 | 1  | 2  | 13 | 13 | 41 | −28  |

|  | Clasificó a la fase final. |

### Zona C
| Pos. | Equipo                 | Pts. | PJ | PG | PE | PP | GF | GC | Dif. |
| ---- | ---------------------- | ---- | -- | -- | -- | -- | -- | -- | ---- |
| 1.º  | Estudiantes (LP)       | 23   | 16 | 8  | 7  | 1  | 22 | 10 | 12   |
| 2.º  | Talleres (C)           | 22   | 16 | 8  | 6  | 2  | 36 | 22 | 14   |
| 3.º  | Rosario Central        | 19   | 16 | 8  | 3  | 5  | 35 | 16 | 19   |
| 4.º  | Boca Juniors           | 19   | 16 | 6  | 7  | 3  | 26 | 18 | 8    |
| 5.º  | Gimnasia y Esgrima (M) | 18   | 16 | 7  | 4  | 5  | 25 | 20 | 5    |
| 6.º  | Huracán                | 12   | 16 | 3  | 6  | 7  | 16 | 22 | −6   |
| 7.º  | Central Norte          | 12   | 16 | 5  | 2  | 9  | 17 | 27 | −10  |
| 8.º  | Mariano Moreno         | 2    | 16 | 0  | 2  | 14 | 11 | 53 | −42  |

|  | Clasificó a la fase final. |

### Zona D
| Pos. | Equipo          | Pts. | PJ | PG | PE | PP | GF | GC | Dif. |
| ---- | --------------- | ---- | -- | -- | -- | -- | -- | -- | ---- |
| 1.º  | Racing (C)      | 21   | 16 | 8  | 5  | 3  | 30 | 20 | 10   |
| 2.º  | San Martín (T)  | 20   | 16 | 8  | 4  | 4  | 18 | 11 | 7    |
| 3.º  | Vélez Sarsfield | 18   | 16 | 7  | 4  | 5  | 25 | 17 | 8    |
| 4.º  | Renato Cesarini | 17   | 16 | 5  | 7  | 4  | 22 | 22 | 0    |
| 5.º  | Platense        | 16   | 16 | 5  | 6  | 5  | 18 | 16 | 2    |
| 6.º  | Deportivo Roca  | 14   | 16 | 5  | 4  | 7  | 18 | 27 | −9   |
| 7.º  | Guaraní         | 12   | 16 | 4  | 4  | 8  | 17 | 25 | −8   |
| 8.º  | Racing Club     | 12   | 16 | 2  | 8  | 6  | 16 | 25 | −9   |

|  | Clasificó a la fase final. |

## Fase eliminatoria

### Cuadro de desarrollo
|  | Cuartos de final        | Cuartos de final   | Cuartos de final |   |                  | Semifinales              | Semifinales              | Semifinales              |  |  | Final              | Final         | Final         |
|  | 23 y 30 mayo            | 23 y 30 mayo       | 23 y 30 mayo     |   |                  | 6 de junio y 13 de junio | 6 de junio y 13 de junio | 6 de junio y 13 de junio |  |  | 20 y 27 junio      | 20 y 27 junio | 20 y 27 junio |
|  |                         |                    |                  |   |                  |                          |                          |                          |  |  |                    |               |               |
|  | Racing (C)              | 1                  | 1                |   |                  |                          |                          |                          |  |  |                    |               |               |
|  | Talleres (C)            | 1                  | 3                |   |                  |                          |                          |                          |  |  |                    |               |               |
|  | Talleres (C)            | 1                  | 3                |   | Talleres (C)     | 0                        | 4                        |                          |  |  |                    |               |               |
|  |                         |                    |                  |   | Talleres (C)     | 0                        | 4                        |                          |  |  |                    |               |               |
|  |                         | Ferro Carril Oeste | 4                | 4 |                  |                          |                          |                          |  |  |                    |               |               |
|  | Ferro Carril Oeste      | Ferro Carril Oeste | 4                | 4 | 1                | 0                        |                          |                          |  |  |                    |               |               |
|  | Ferro Carril Oeste      |                    |                  |   | 1                | 0                        |                          |                          |  |  |                    |               |               |
|  | Independiente Rivadavia | 0                  | 0                |   |                  |                          |                          |                          |  |  |                    |               |               |
|  |                         |                    |                  |   |                  |                          |                          |                          |  |  | Ferro Carril Oeste | 0             | 2             |
|  |                         |                    | Quilmes          | 0 | 0                |                          |                          |                          |  |  |                    |               |               |
|  | San Martín (T)          | 1                  | 2                |   |                  |                          |                          |                          |  |  |                    |               |               |
|  | Estudiantes (LP)        | 3                  | 2                |   |                  |                          |                          |                          |  |  |                    |               |               |
|  | Estudiantes (LP)        | 3                  | 2                |   | Estudiantes (LP) | 0                        | 0                        |                          |  |  |                    |               |               |
|  |                         |                    |                  |   | Estudiantes (LP) | 0                        | 0                        |                          |  |  |                    |               |               |
|  |                         | Quilmes            | 2                | 1 |                  |                          |                          |                          |  |  |                    |               |               |
|  | Quilmes (p)             | Quilmes            | 2                | 1 | 1                | 1 (5)                    |                          |                          |  |  |                    |               |               |
|  | Quilmes (p)             |                    |                  |   | 1                | 1 (5)                    |                          |                          |  |  |                    |               |               |
|  | Unión                   | 1                  | 1 (4)            |   |                  |                          |                          |                          |  |  |                    |               |               |

### Cuartos de final
| Cuarto de final 1 | Cuarto de final 1 | Cuarto de final 1 | Cuarto de final 1 | Cuarto de final 1 |
| Local             | Resultado         | Visitante         | Estadio           | Fecha             |
| ----------------- | ----------------- | ----------------- | ----------------- | ----------------- |
| Unión             | 1 - 1             | Quilmes           | 15 de abril       | 23 de mayo        |
| Quilmes           | 1 - 1 (5 - 4p)    | Unión             | Quilmes           | 30 de mayo        |

| Cuarto de final 2 | Cuarto de final 2 | Cuarto de final 2 | Cuarto de final 2 | Cuarto de final 2 |
| Local             | Resultado         | Visitante         | Estadio           | Fecha             |
| ----------------- | ----------------- | ----------------- | ----------------- | ----------------- |
| Talleres          | 1 - 1             | Racing (Cba)      | Córdoba           | 23 de mayo        |
| Racing (Cba)      | 1 - 3             | Talleres          | Córdoba           | 30 de mayo        |

| Cuarto de final 3 | Cuarto de final 3 | Cuarto de final 3 | Cuarto de final 3  | Cuarto de final 3 |
| Local             | Resultado         | Visitante         | Estadio            | Fecha             |
| ----------------- | ----------------- | ----------------- | ------------------ | ----------------- |
| Estudiantes       | 3 - 1             | San Martín (T)    | Jorge Luis Hirschi | 23 de mayo        |
| San Martín (T)    | 2 - 2             | Estudiantes       | La Ciudadela       | 30 de mayo        |

| Cuarto de final 4       | Cuarto de final 4 | Cuarto de final 4       | Cuarto de final 4             | Cuarto de final 4 |
| Local                   | Resultado         | Visitante               | Estadio                       | Fecha             |
| ----------------------- | ----------------- | ----------------------- | ----------------------------- | ----------------- |
| Independiente Rivadavia | 0 - 1             | Ferro Carril Oeste      | Malvinas Argentinas           | 23 de mayo        |
| Ferro Carril Oeste      | 0 - 0             | Independiente Rivadavia | Arquitecto Ricardo Etcheverri | 30 de mayo        |

### Semifinales
| Semifinal 1 | Semifinal 1 | Semifinal 1 | Semifinal 1        | Semifinal 1 |
| Local       | Resultado   | Visitante   | Estadio            | Fecha       |
| ----------- | ----------- | ----------- | ------------------ | ----------- |
| Quilmes     | 2 - 0       | Estudiantes | Quilmes            | 6 de junio  |
| Estudiantes | 0 - 1       | Quilmes     | Jorge Luis Hirschi | 13 de junio |

| Semifinal 2        | Semifinal 2 | Semifinal 2        | Semifinal 2                   | Semifinal 2 |
| Local              | Resultado   | Visitante          | Estadio                       | Fecha       |
| ------------------ | ----------- | ------------------ | ----------------------------- | ----------- |
| Ferro Carril Oeste | 4 - 0       | Talleres           | Arquitecto Ricardo Etcheverri | 6 de junio  |
| Talleres           | 4 - 4       | Ferro Carril Oeste | Córdoba                       | 13 de junio |

### Final
| Final              | Final     | Final              | Final                         | Final       |
| Local              | Resultado | Visitante          | Estadio                       | Fecha       |
| ------------------ | --------- | ------------------ | ----------------------------- | ----------- |
| Quilmes            | 0 - 0     | Ferro Carril Oeste | Quilmes                       | 20 de junio |
| Ferro Carril Oeste | 2 - 0     | Quilmes            | Arquitecto Ricardo Etcheverri | 27 de junio |

## Incorporación
Al haber participado en las etapas finales por segundo de tres años consecutivos, Racing (Cba) fue incorporado a los torneos regulares y participó del siguiente Torneo Metropolitano, por aplicación de la Resolución 1.309.

## Goleadores
| Jugador              | Jugador             | Goles | Equipo             |
| -------------------- | ------------------- | ----- | ------------------ |
| Bandera de Argentina | Miguel Ángel Juárez | 22    | Ferro Carril Oeste |
| Bandera de Argentina | Carlos Morete       | 17    | Talleres (C)       |
| Bandera de Argentina | Carlos Bianchi      | 13    | Vélez Sarsfield    |
| Bandera de Argentina | Roberto Gasparini   | 12    | Racing (C)         |
| Bandera de Argentina | Sergio Robles       | 11    | Sarmiento (J)      |